# Armoiries des Seychelles
Les armoiries de la république des Seychelles figurent dans leur partie inférieure une tortue géante des Seychelles sur un monticule herbeux, surmonté d'un cocotier de mer femelle reconnaissable à ses fruits. Derrière lui émergent d'une mer d'azur une île et une goélette navigant sur les flots. L'écu, surmonté d'un heaume couronné des couleurs nationales et d'un paille-en-queue survolant le tout, est supporté par deux voiliers de l'Indo-Pacifique. Sous le blason est inscrite la devise latine des Seychelles, en lettres de sable sur listel d'or : Finis coronat opus (« La fin couronne le travail »).